# 867

## Události
- Po zavraždění císaře Michaela III. nastoupil na byzantský trůn jeho přítel a vrah Basileios I.
- Sesazen konstantinopolský patriarcha Fotios.
- Synové Ragnara Lodbróka dobývají York

## Úmrtí
- byzantský císař Michael III. (zavražděn)

## Hlavy státu
- Velkomoravská říše – Rostislav
- Papež – Mikuláš I. Veliký – Hadrián II.
- Anglie
  - Wessex – Kent – Ethelred
  - Mercie – Burgred
- Skotské království – Konstantin I.
- Východofranská říše – Ludvík II. Němec
- Západofranská říše – Karel II. Holý
- První bulharská říše – Boris I.
- Kyjevská Rus – Askold a Dir
- Byzanc – Michael III. – Basileios I.
- Svatá říše římská – Ludvík II. Němec